# 8080 Based (Namco)
Pour les articles homonymes, voir 8080 Based.
Le 8080 Based est un système d'arcade, destiné aux salles d'arcade, créé par la société Namco en 1978.

## Description
Le tout premier système de jeu arcade créé par Namco est le 8080 Based. Comme son nom l'évoque, son processeur central est un Intel 8080. Le son utilise des puces et circuits intégrés custom.
En 1978, ce sont les prémices des processeurs dans l'arcade, pas de processeur vidéo sur ces premiers systèmes Namco et dès le premier jeu, il est en couleur. 

## Spécifications techniques

### Processeur
- Processeur central : Intel 8080 cadencé à 2,048 MHz

### Affichage
- Résolution : 224 × 272
- Palette de 5 à 513 couleurs

### Audio
- Processeur audio : Circuits et puces custom
- Capacité audio : Mono

## Liste des jeux
| Titre                 | Développeur | Éditeur | Système    | Genre | Date |
| --------------------- | ----------- | ------- | ---------- | ----- | ---- |
| Bomb Bee              | Namco       | Namco   | 8080 Based |       | 1979 |
| Cutie Q               | Namco       | Namco   | 8080 Based |       | 1979 |
| Gee Bee               | Namco       | Namco   | 8080 Based |       | 1978 |
| Kaitei Takara Sagashi | Namco       | Namco   | 8080 Based |       | 1980 |
| Navarone              | Namco       | Namco   | 8080 Based |       | 1980 |
| SOS                   | Namco       | Namco   | 8080 Based |       | 1980 |
| Warp & Warp           | Namco       | Namco   | 8080 Based |       | 1981 |